# Helina viola
Helina viola är en tvåvingeart som beskrevs av Malloch 1934. Helina viola ingår i släktet Helina och familjen husflugor. Inga underarter finns listade i Catalogue of Life.